# Große Synagoge (Győr)

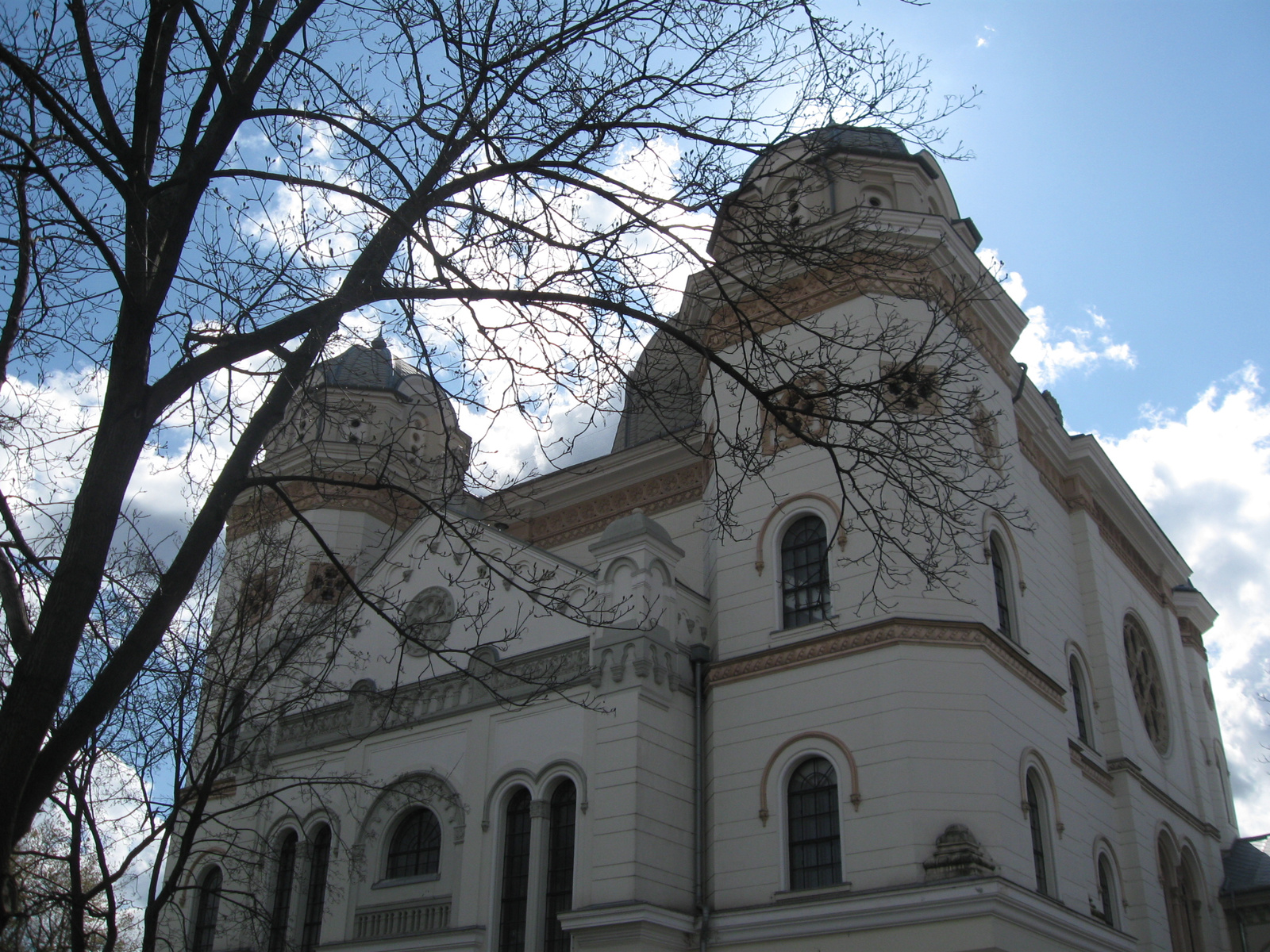
Außen

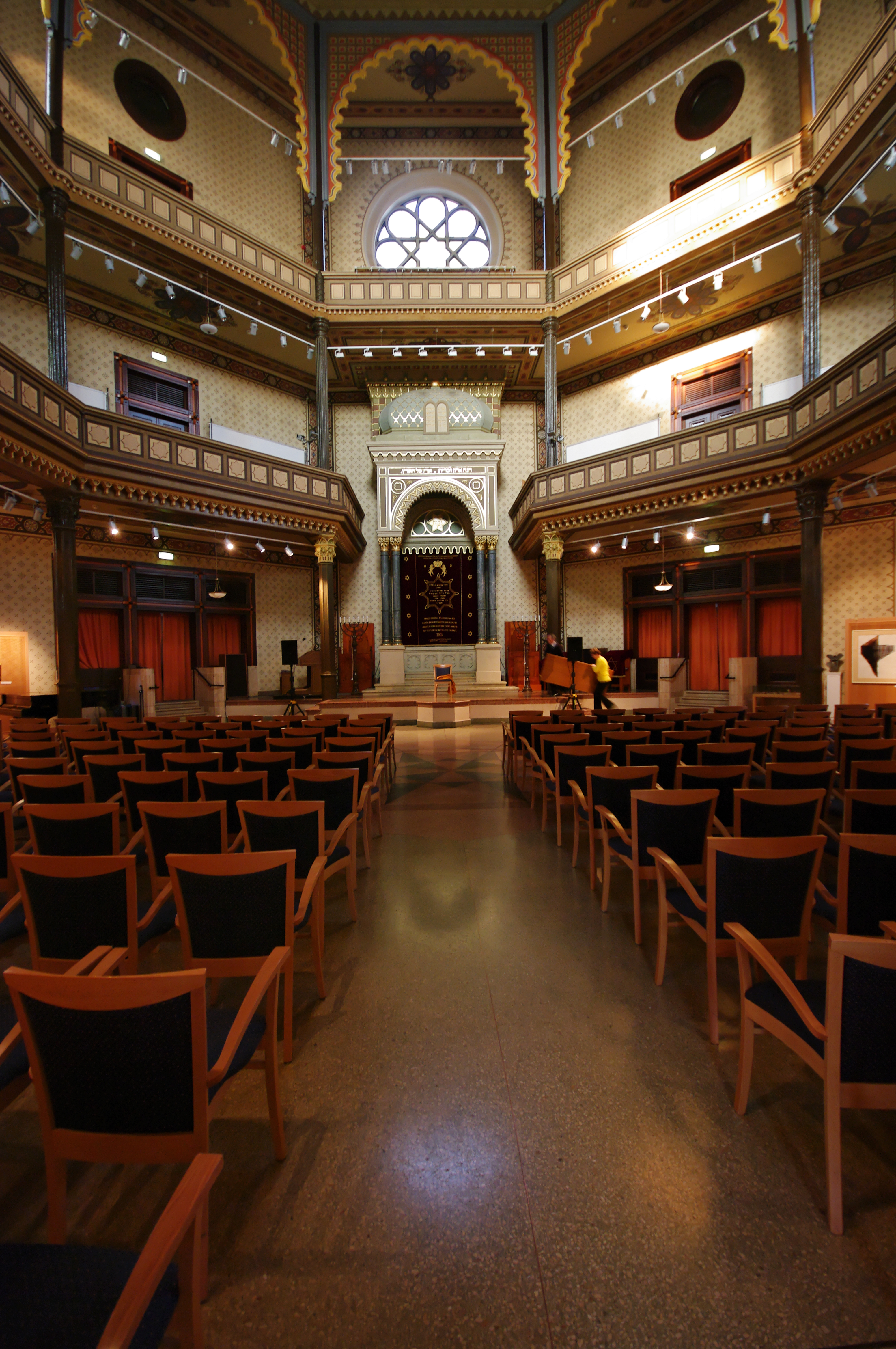
Innenansicht

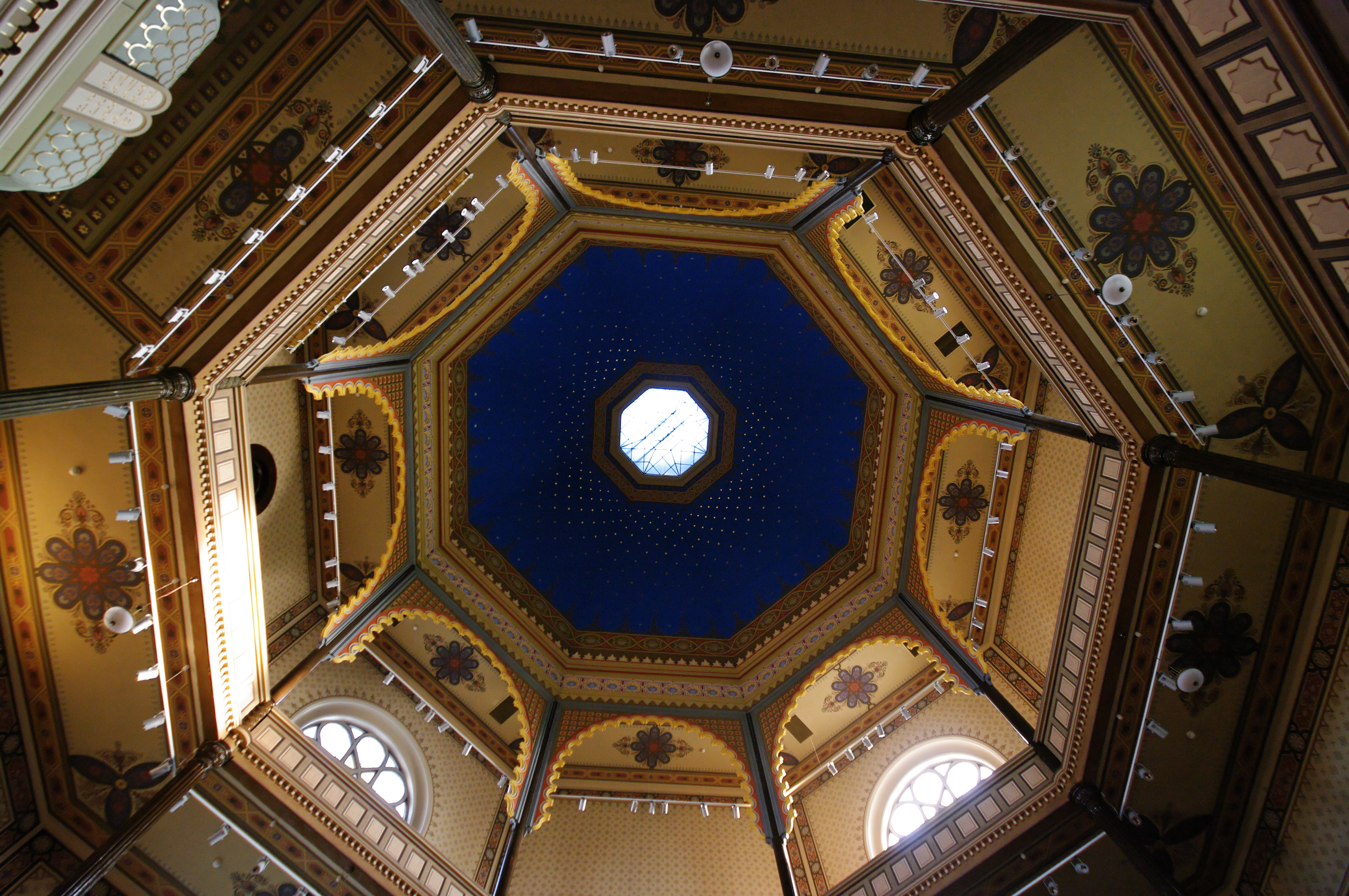
Kuppel

Die Große Synagoge (ungarisch győri zsinagóga) in der ungarischen Großstadt Győr ist eine ehemalige Synagoge und dient heute als Konferenz- und Kulturzentrum.

## Geschichte
Das neoromanische Bauwerk mit achteckigem Grundriss nach den Plänen des Architekten Jakob Modern wurde von 1868 bis 1870 unter der Leitung von Károly Benkó errichtet. In den ersten 50 Jahren des Bestehens vergrößerte sich die Gemeinde auf über 5.500 Mitglieder, was eine Vergrößerung notwendig machte.
1925 wurde ein Wettbewerb ausgeschrieben, den der Budapester Ingenieur Dávid Jónás gewann. Jedoch konnte nur der günstigste Vorschlag von der Pittel und Brausewetter AG umgesetzt werden. Bereits im Sommer 1926 konnten wieder Gottesdienste abgehalten werden; die abschließenden Arbeiten zogen sich jedoch bis November 1927 hin.
Nach der Deportation unzähliger europäischer Juden im Zweiten Weltkrieg, wurde sie 1946 ein zweites Mal geweiht. Da die Zahl der Gemeindemitglieder von 5.700 auf 780 gefallen war, begann der Verfall des Gotteshauses, da nicht genug Mittel zur Erhaltung aufgebracht werden konnten.
1968 kaufte die Stadt Győr das Gebäude auf und nutzte es als Büro- und Lagergebäude. 1973 zogen einige Bereiche des Franz-Liszt-Kollegs in die Synagoge.
In den 1980er Jahren wurden erste Restaurierungsmaßnahmen getroffen. 1994/95 wurde die Fassade gründlich restauriert. Eine Innenraumrestaurierung – die erste seit Bestehen der Synagoge – begann 2004. Seit 1990 dient sie als kultureller Veranstaltungsort.

## Architektur
Die Synagoge befindet sich in der Kossuth Lajos utca 5 im Neustadtviertel Újváros am westlichen Ufer der Raab. Die Hauptfassade, die vielfach als Vorbild für europäische Synagogen des späten Historismus in ganz Europa diente, wird von zwei Türmen flankiert, welche selbst mit Kuppeln versehen sind. Zur Fassade gehört ein großes Rundfenster.
Der zweigeschossige Innenraum wird von einer prächtigen Kuppel dominiert. Ihr Durchmesser beträgt 14 Meter, ihr Scheitelpunkt befindet sich 30 Meter über dem Fußboden. Thoraschrein, Kronleuchter sowie die weitere Ausstattung wurden in Wien gefertigt; für Schnitzarbeiten, Steinmetzarbeiten und Glasmalereien wurden lokale Handwerker herangezogen. Neben Davidssternen finden sich in der Ausschmückung hauptsächlich ornamentale Arbeiten. Es gibt 400 Sitzplätze.